# Bazylika katedralna Wniebowzięcia Najświętszej Maryi Panny i św. Mikołaja w Łowiczu
Bazylika katedralna Wniebowzięcia NMP i św. Mikołaja w Łowiczu – kościół znajdujący się przy Starym Rynku, nazywany „Mazowieckim Wawelem”, miejsce pochówku 12 arcybiskupów gnieźnieńskich i prymasów Polski, którzy od 1136 często rezydowali w będącym ich własnością Łowiczu. Ponieważ prymasi Polski byli z tytułu pełnionych przez siebie urzędów kościelnych jednocześnie interreksami Królestwa Polskiego i Wielkiego Księstwa Litewskiego, od 1572 w czasach bezkrólewia, kościół pełnił tymczasową funkcję najważniejszej świątyni Rzeczypospolitej. 13 listopada 2012 obiekt został wpisany na listę Pomników historii.

## Historia

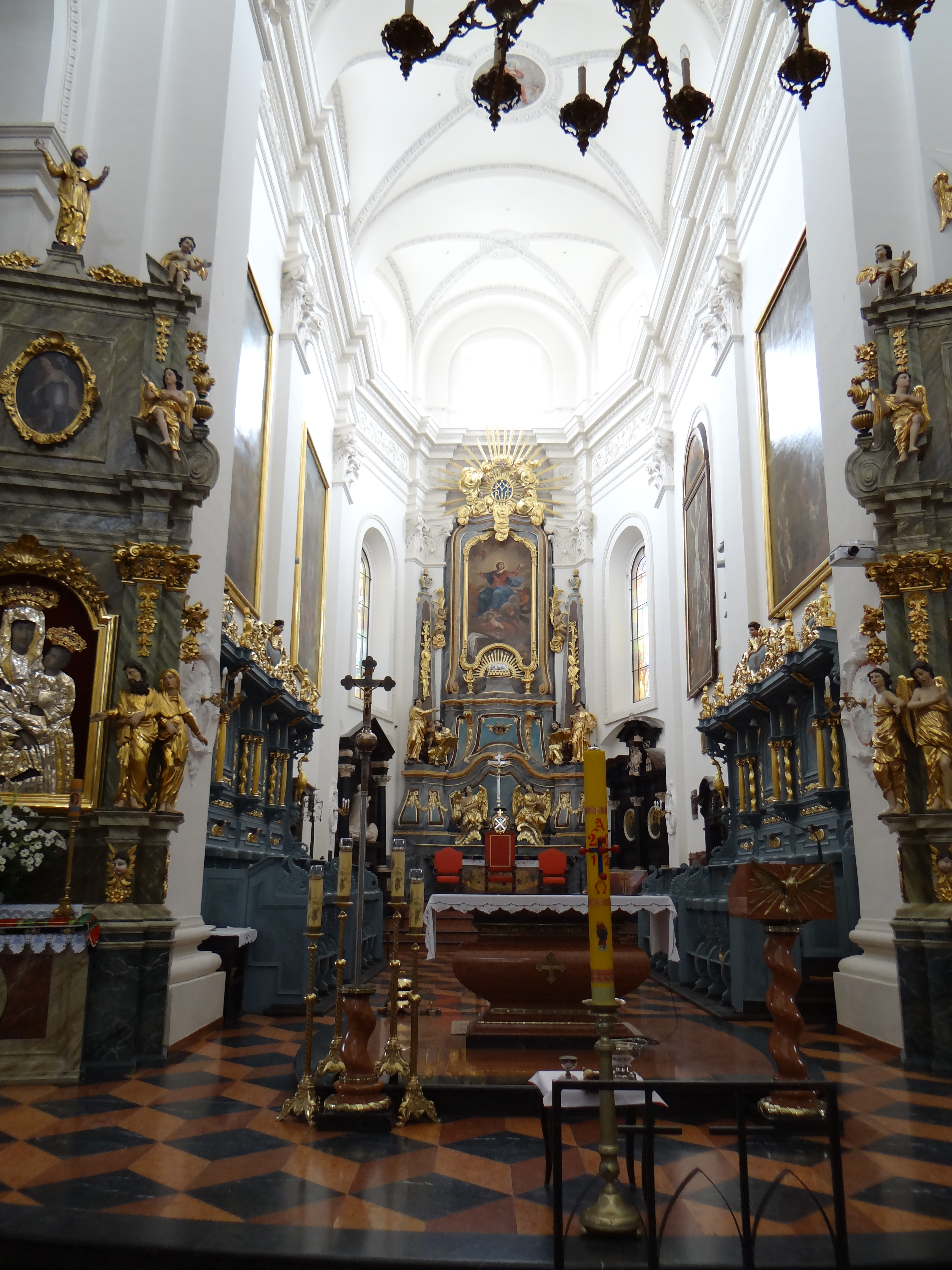
Wnętrze prezbiterium z ołtarzem głównym

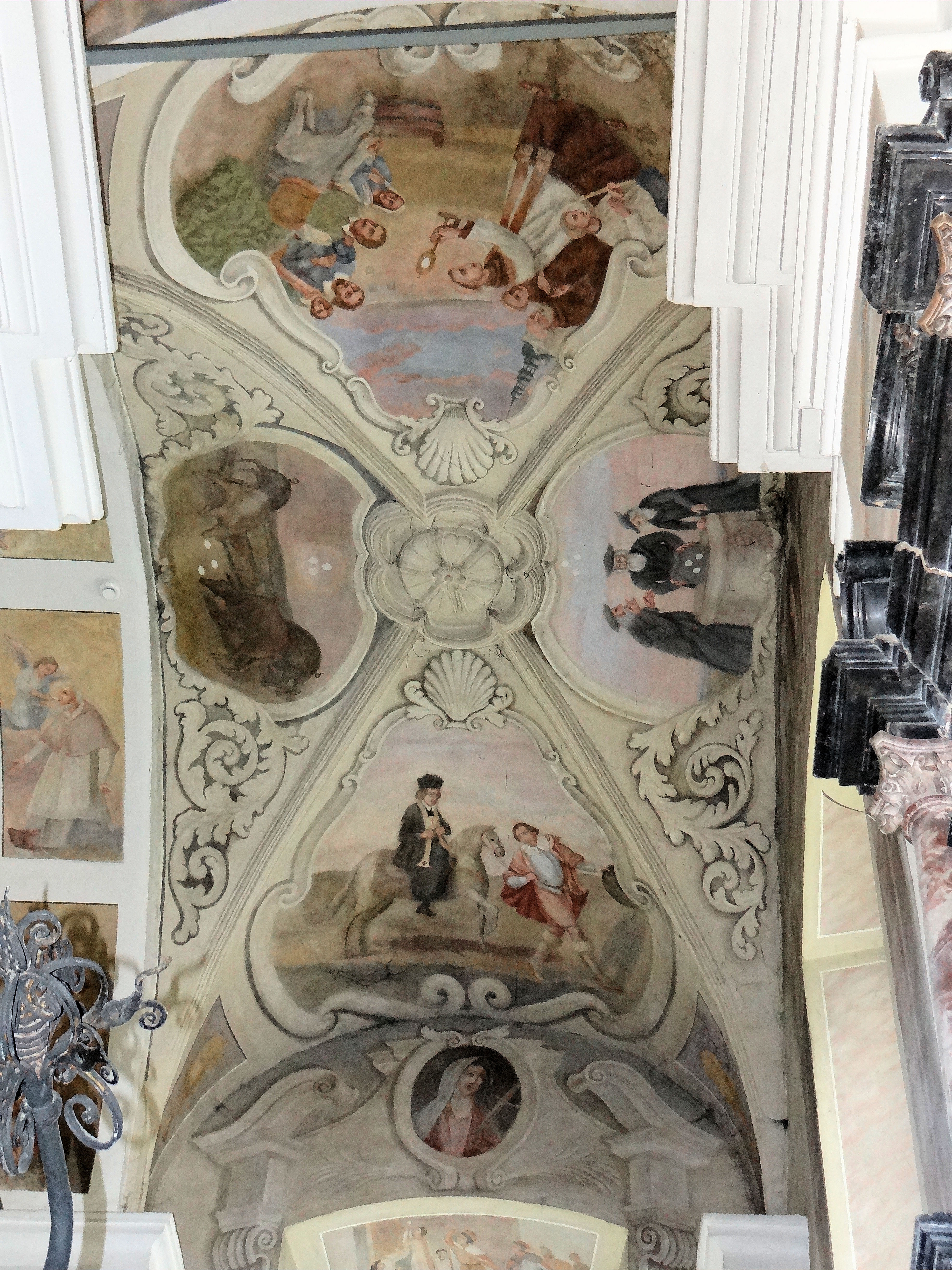
Sklepienie w kaplicy Najświętszego Sakramentu (Lipskich) z polichromią Adama Swacha

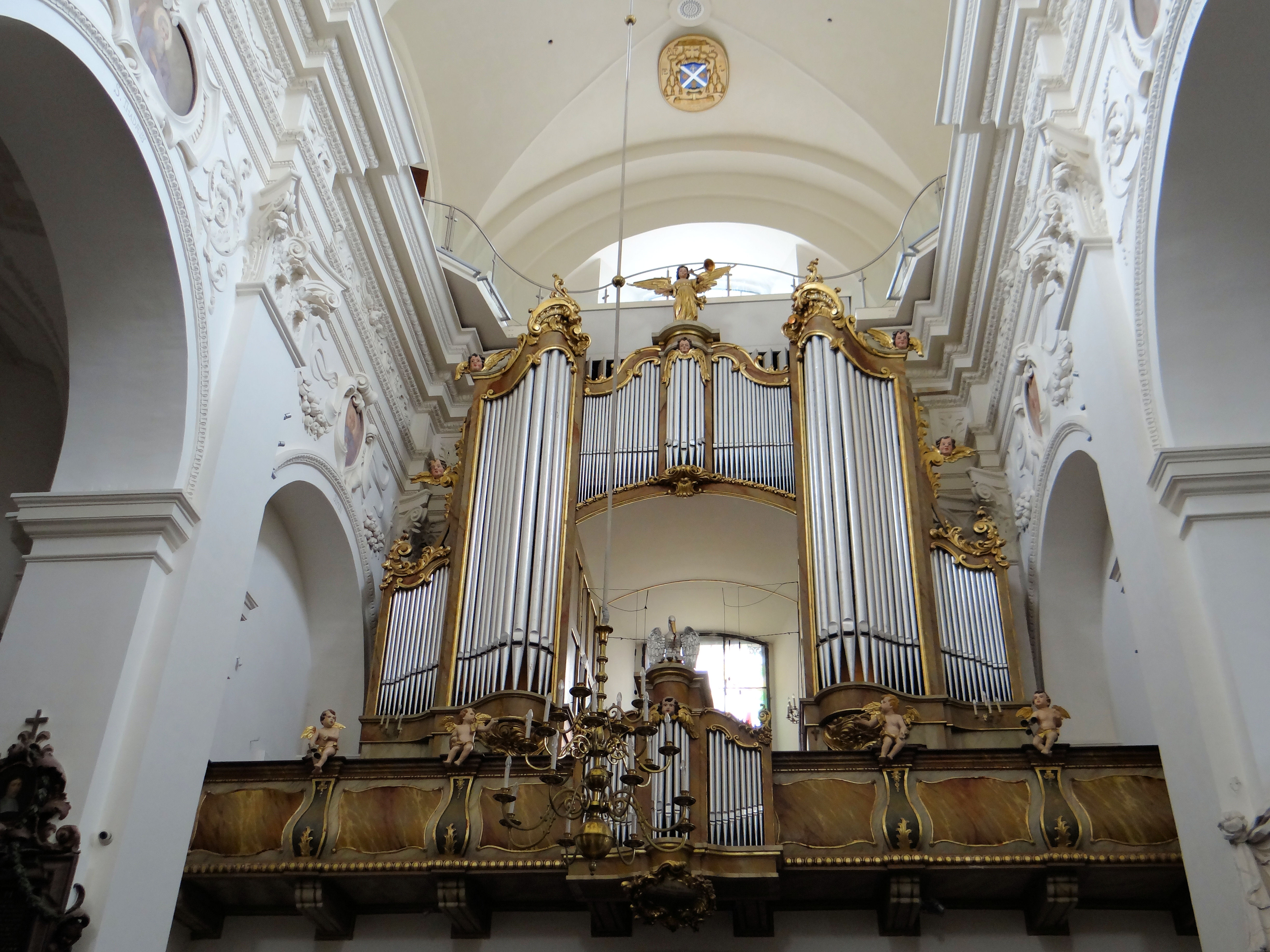
Organy

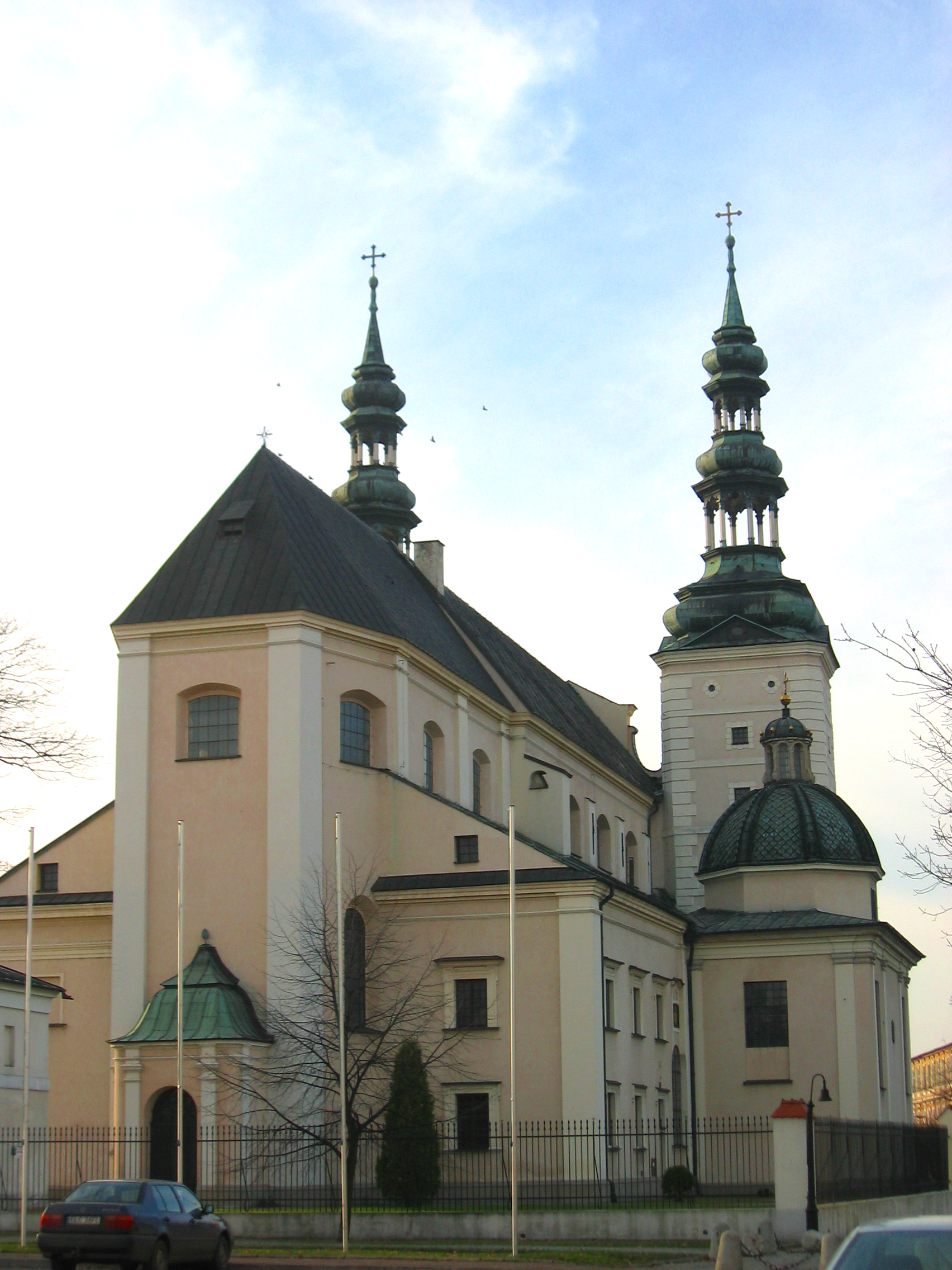
Bazylika katedralna w Łowiczu – widok od strony północno-wschodniej

Pierwotnie w tym miejscu stał kościół drewniany ufundowany w 1100 prawdopodobnie przez księcia Władysława Hermana. Nową murowaną świątynię zbudowano w stylu gotyckim około 1355 roku. 25 kwietnia 1433 podniesiona do godności kolegiaty przez abpa Wojciecha Jastrzębca. Wówczas powstała też kapituła kolegiacka, a u jej boku powołano pierwszą w kraju kolonię Akademii Krakowskiej. W 1625 prymas Henryk Firlej rozpoczął przebudowę kolegiaty w stylu barokowym.
Umieszczono wówczas w świątyni relikwie św. Wiktorii, ofiarowane przez papieża Urbana VIII. Głowa świętej przechowywana jest w złotym relikwiarzu autorstwa Jana Szeflera.
Dzieło Firleja kontynuował prymas Maciej Łubieński. Nowa świątynia została rekonsekrowana i rededykowana 14 października 1668 przez prymasa Mikołaja Prażmowskiego. Autorami koncepcji architektonicznej byli Tomasz i Andrzej Poncino. Od 1719 czczony jest tutaj obraz Matki Boskiej Łowickiej, przedstawionej w typie Matki Boskiej Śnieżnej (Salus Populi Romani), autorstwa poznańskiego malarza Adama Swacha, ukoronowany 5 października 2002 przez abp Józefa Kowalczyka w asyście biskupa łowickiego Alojzego Orszulika.
Świątynia uległa poważnym zniszczeniom w czasie bitwy nad Bzurą w 1939. Po wojnie restaurowana.
25 marca 1992 papież Jan Paweł II bullą Totus Tuus Poloniae Populus erygował diecezję łowicką, podnosząc kolegiatę łowicką do godności katedry. W czasie swej VII. Podróży Apostolskiej do Polski papież odwiedził Łowicz i 14 czerwca 1999 nadał katedrze łowickiej tytuł bazyliki mniejszej.

## Wnętrze
Orientowana świątynia trzynawowa o zbliżonym do kwadratu korpusie z dwuwieżową fasadą z trójbocznie zamkniętym prezbiterium, ujętym w przybudówki – zakrystie.
Prezbiterium jest dwuprzęsłowe, zamknięte wielobocznie, za nim dobudowana od wschodu Kaplica Ogrójcowa z drugiej połowy XVIII wieku. Nawa główna pięcioprzęsłowa, natomiast nawy boczne czteroprzęsłowe. Na przedłużeniu naw bocznych przy prezbiterium na północy Kaplica Komorowskiego, za nią zakrystia wikariuszy, nad nią kapitularz. Po przeciwnej stronie kaplica Uchańskiego, za nią zakrystia kanonicka a nad nią skarbiec. W zachodnim przęśle nawy głównej pomiędzy wieżami znajduje się chór muzyczny wsparty na wielkiej arkadzie półeliptycznej. Nawy boczne oddzielone od głównej filarami arkadowymi. Ściany w prezbiterium i filary nawy głównej ozdobione pilastrami, dźwigającymi belkowanie z dekoracją stiukową.
Korpus katedry oplata pięć kaplic grobowych prymasów Polski:
- Kaplica Lipskiego (Najświętszego Sakramentu) – zbudowana w latach 1641–1647, ołtarz projektu Jakuba Fontany, polichromie autorstwa Adama Swacha, kaplica ku czci prymasa Jana Lipskiego
- Kaplica Prażmowskiego – w nawie północnej, zawiera barokowe epitafium prymasa Mikołaja Prażmowskiego oraz dwie płyty zasłaniające krypty grobowe.
- Kaplica Komorowskiego (Kaplica Pana Jezusa Ukrzyżowanego) – zbudowana w 1761, późnobarokowa autorstwa Jakuba Fontany, krucyfiks z XVI wieku, nagrobek prymasa Adama Komorowskiego, autorstwo przypisywane Janowi Chryzostomowi Redlerowi.
- Kaplica Uchańskiego (Kaplica św. Wiktorii) – wzniesiona w latach 1575–1580 przez Jana Michałowicza z Urzędowa, niegdyś mieszcząca manierystyczny nagrobek prymasa Jakuba Uchańskiego jego autorstwa (obecnie na zewnątrz kaplicy). Jako votum za zwycięstwo wojsk polskich pod Beresteczkiem w 1651, prymas Maciej Łubieński wzniósł w niej marmurowy ołtarz i umieścił relikwie św. Wiktorii w srebrno-złotej trumience. Kaplica została przebudowana w stylu klasycystycznym przez Efraima Szregera w 1782.
- Kaplica Wężyka (św. Anny) – wzniesiona w latach 1635–1640, w niej ołtarze św. Jana Nepomucena i św. Anny projektu Karola Baya, kaplica ku czci prymasa Jana Wężyka.
- Kaplica Tarnowskiego (Świętej Trójcy) – wzniesiona w latach 1609–1611, znajdują się tu renesansowy nagrobek Piotra Tarnowskiego, ojca prymasa Jana Tarnowskiego i rzeźby w ołtarzu, autorstwa gdańskiego rzeźbiarza Willema van den Blocke (po 1604).

W kościele spoczywa łącznie 12 prymasów Polski. W kryptach bazyliki spoczywają: Henryk Firlej w cynowym sarkofagu, Andrzej Leszczyński, Wacław Leszczyński i prawdopodobnie Jan Przerębski – nienaruszone krypty otwarto około 2024 roku.

## Fasada
Fasada jest trzyosiowa, podzielona na dwie kondygnacje rozdzielone belkowaniem, ozdobione pilastrami, ujętymi w wielkim porządku. Wieńczy ją szczyt z frontonem ze spływami wolutowymi. Nad wejściowym portalem barokowym znajduje się tablica erekcyjna kolegiaty z 1652 z herbem Pomian prymasa Macieja Łubieńskiego.

## Galeria

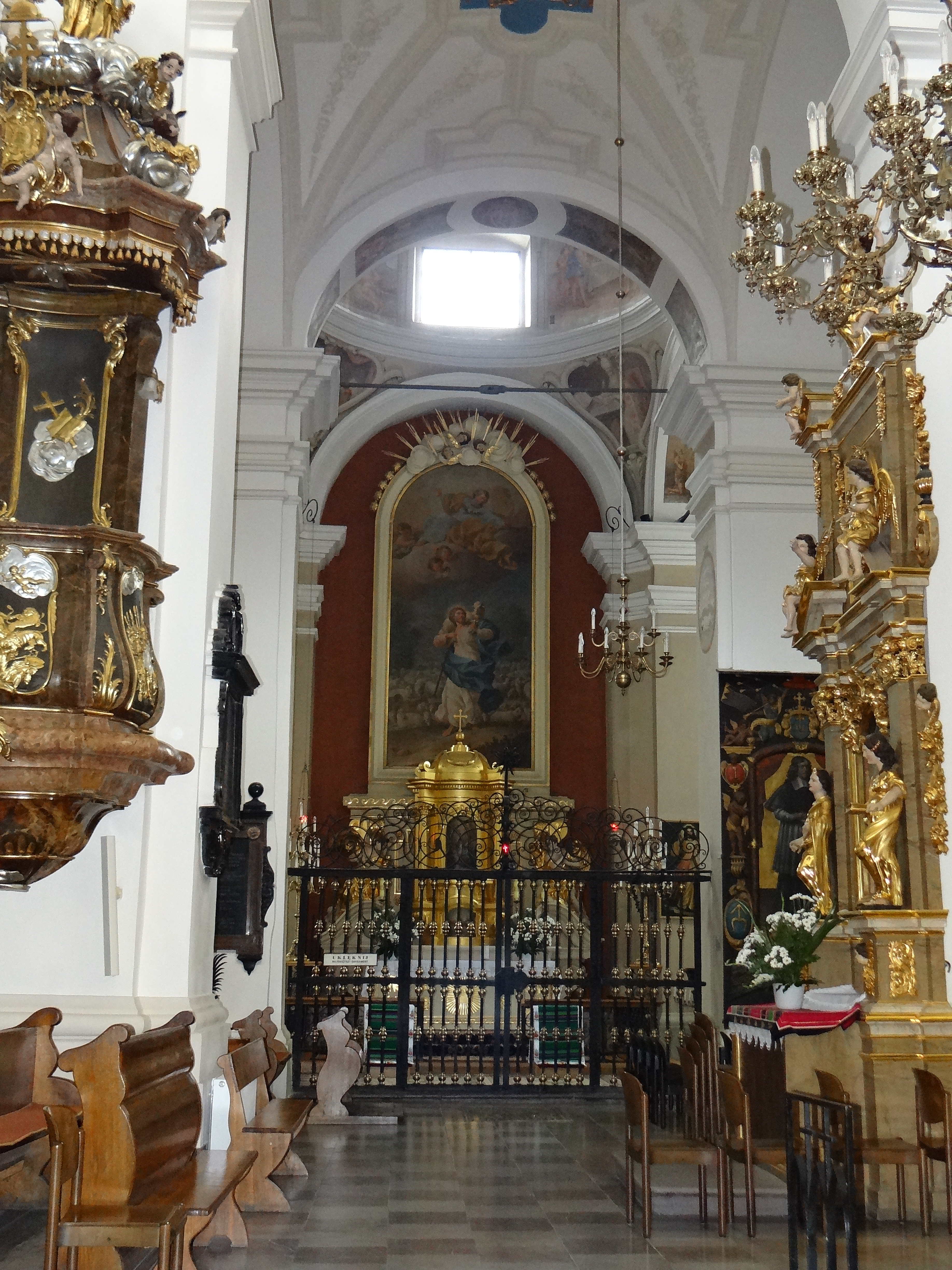
Ołtarz pw. Bożego Ciała w Kaplicy Najświętszego Sakramentu
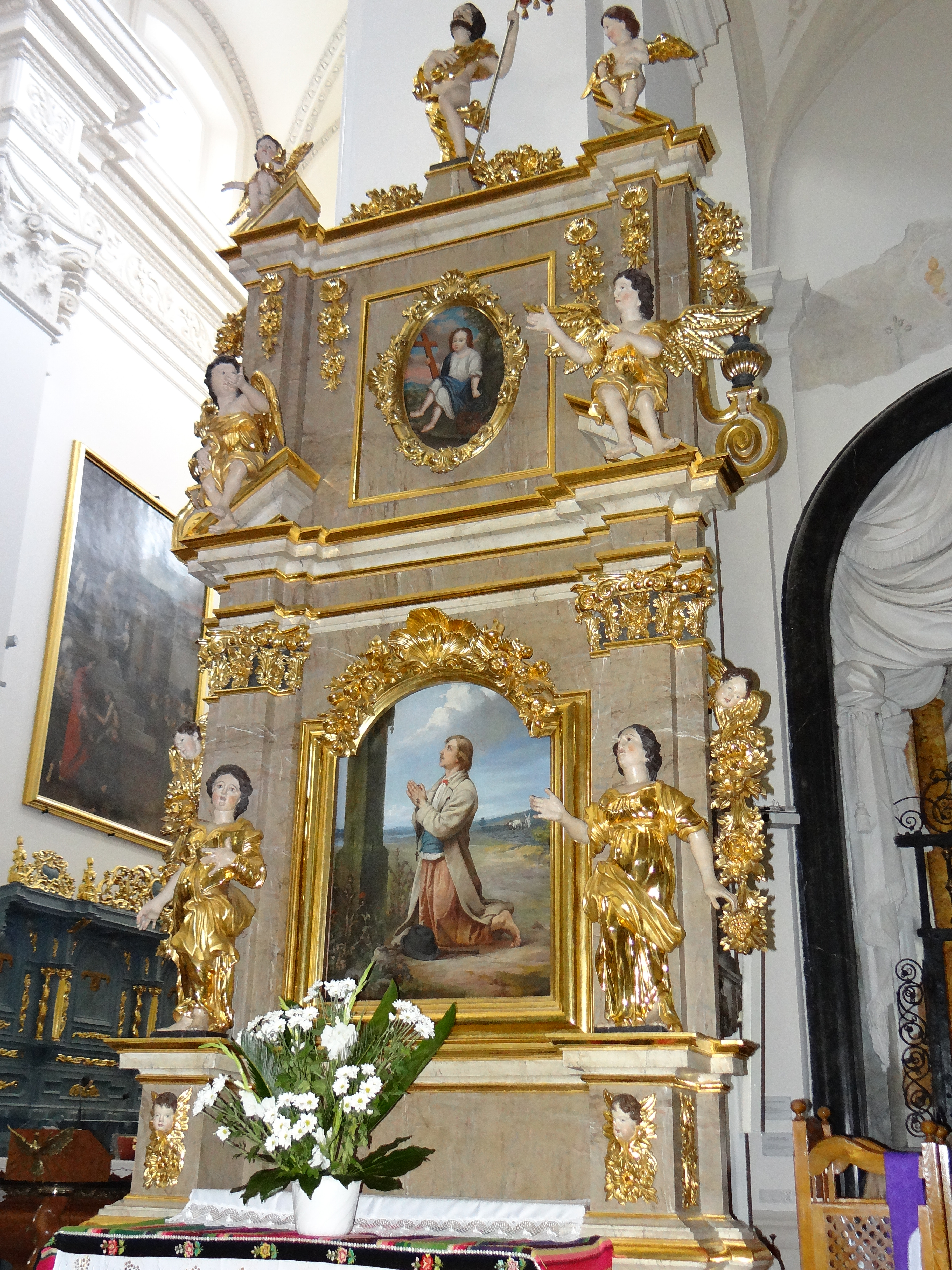
Ołtarz św. Józefa
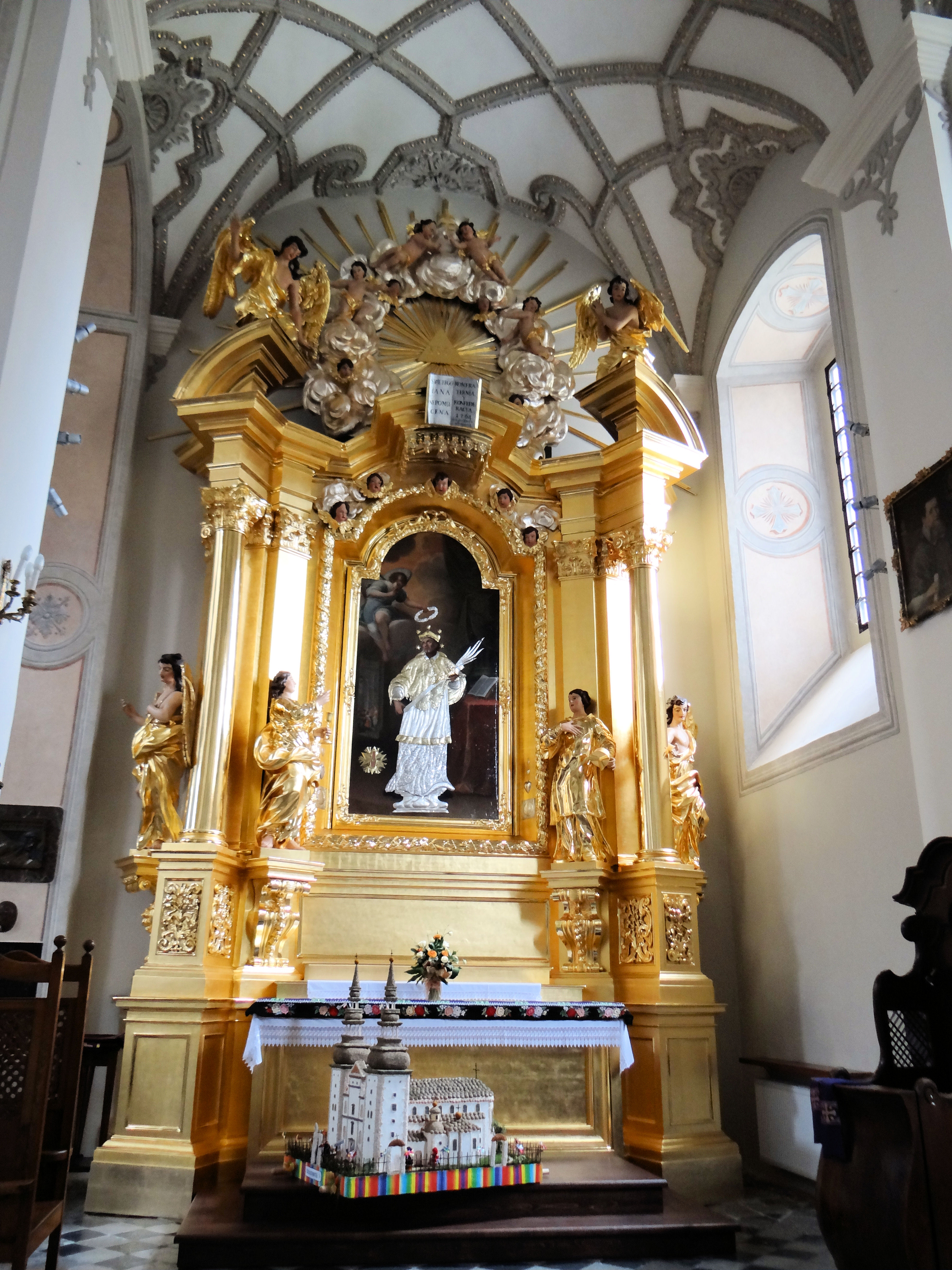
Ołtarz św. Jana Nepomucena
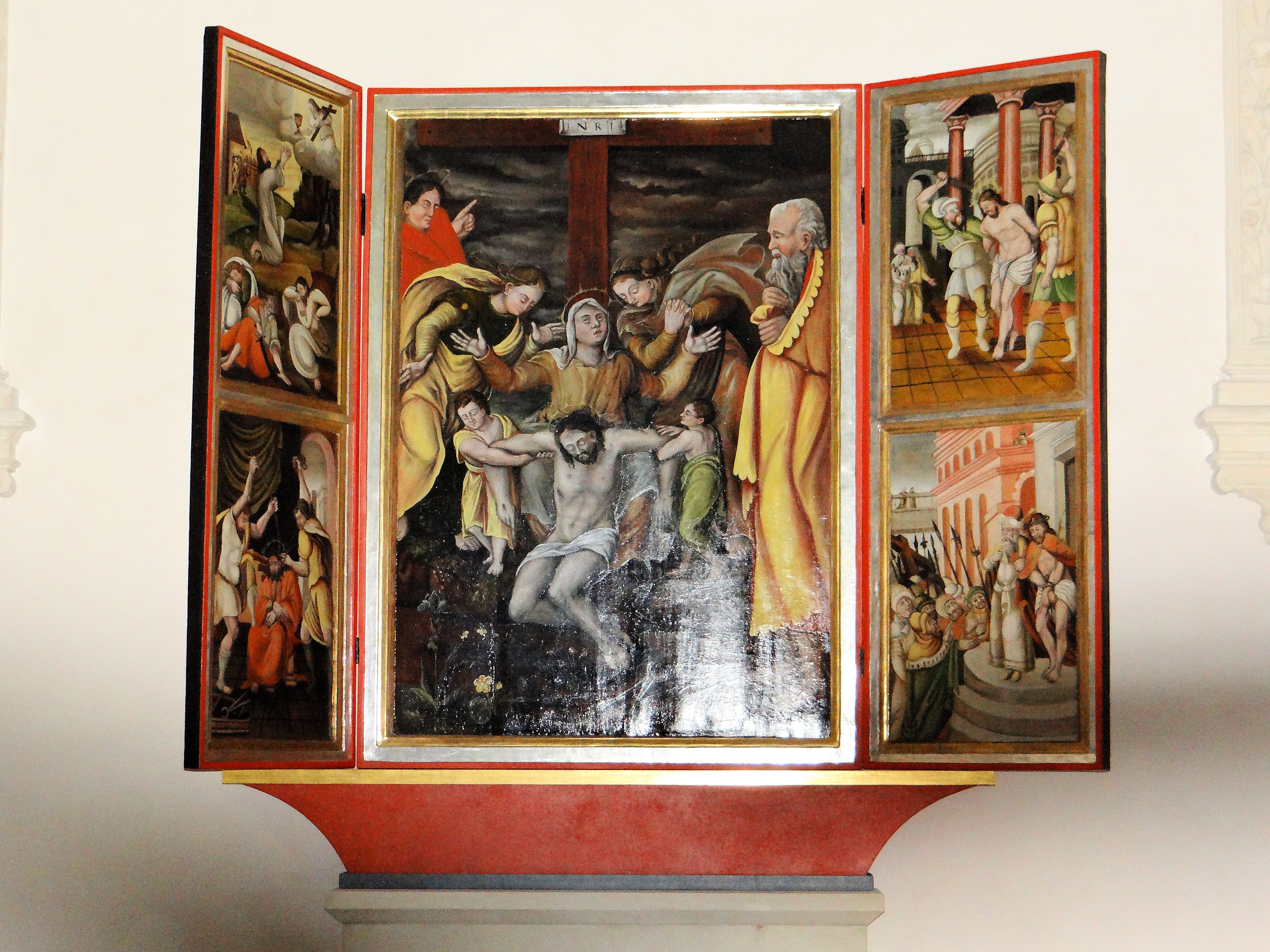
Kaplica św. Trójcy – tryptyk
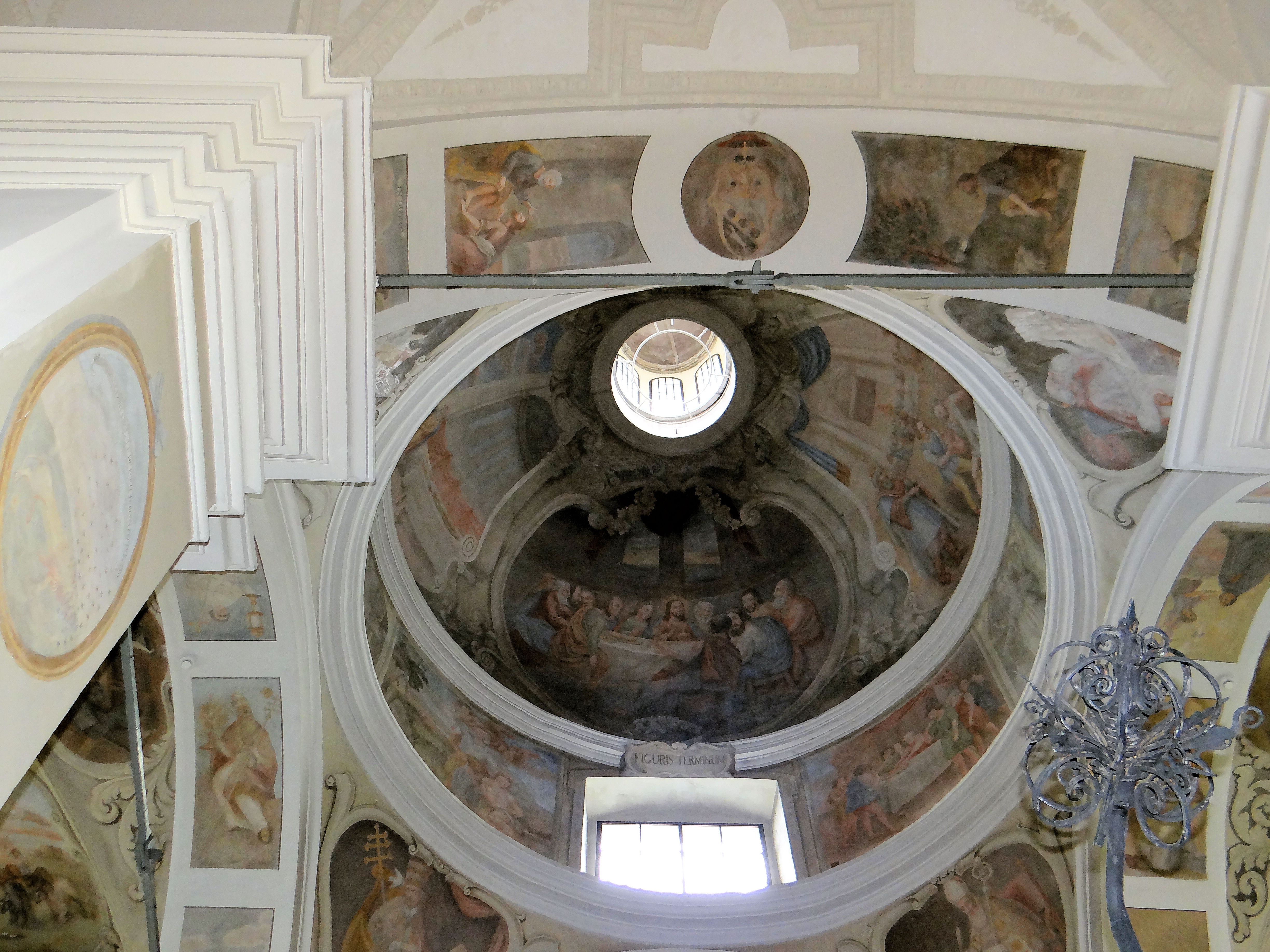
Sklepienie nad kaplicą Najświętszego Sakramentu w nawie północnej
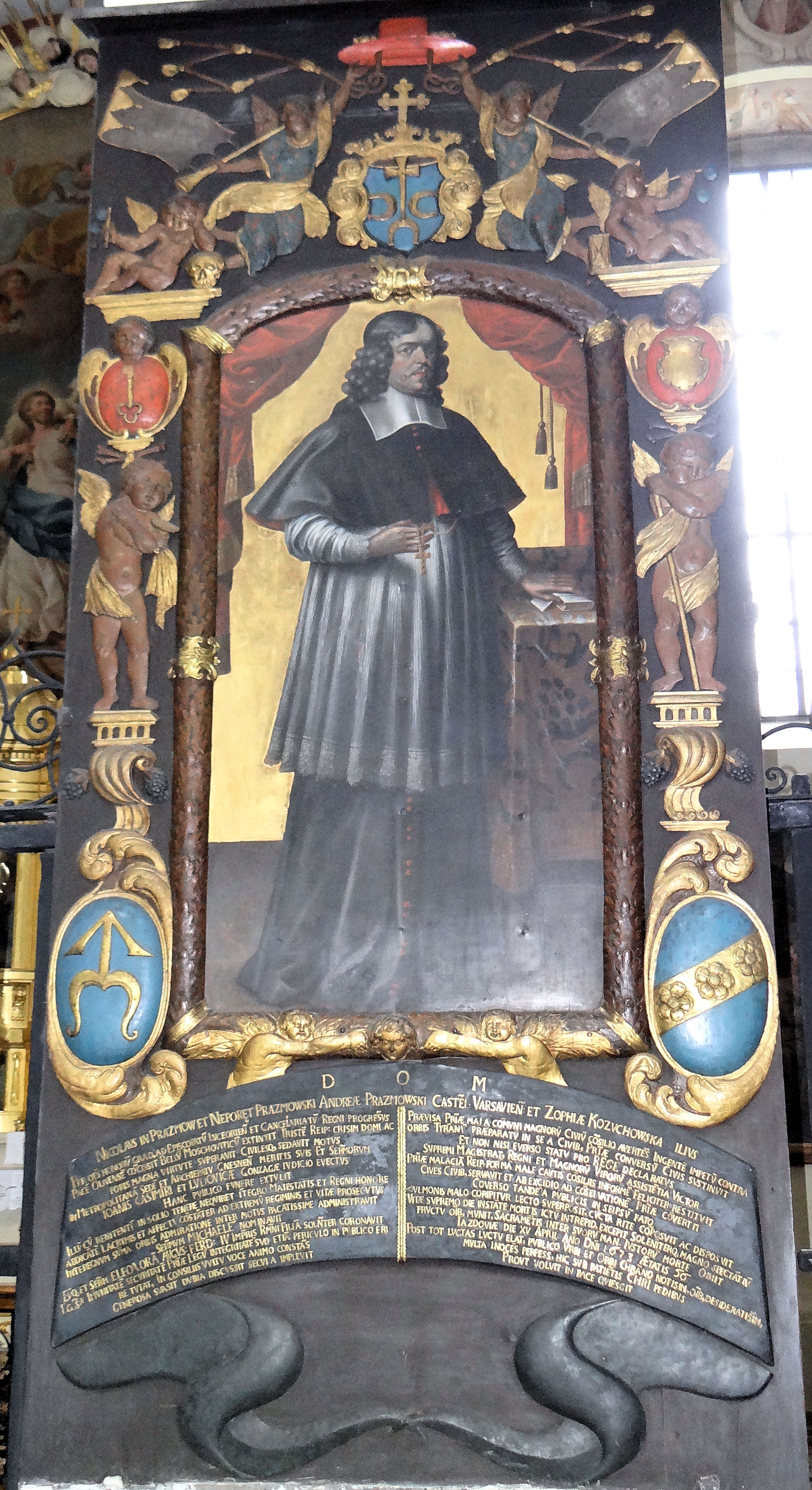
Epitafium arcybiskupa Mikołaja Prażmowskiego
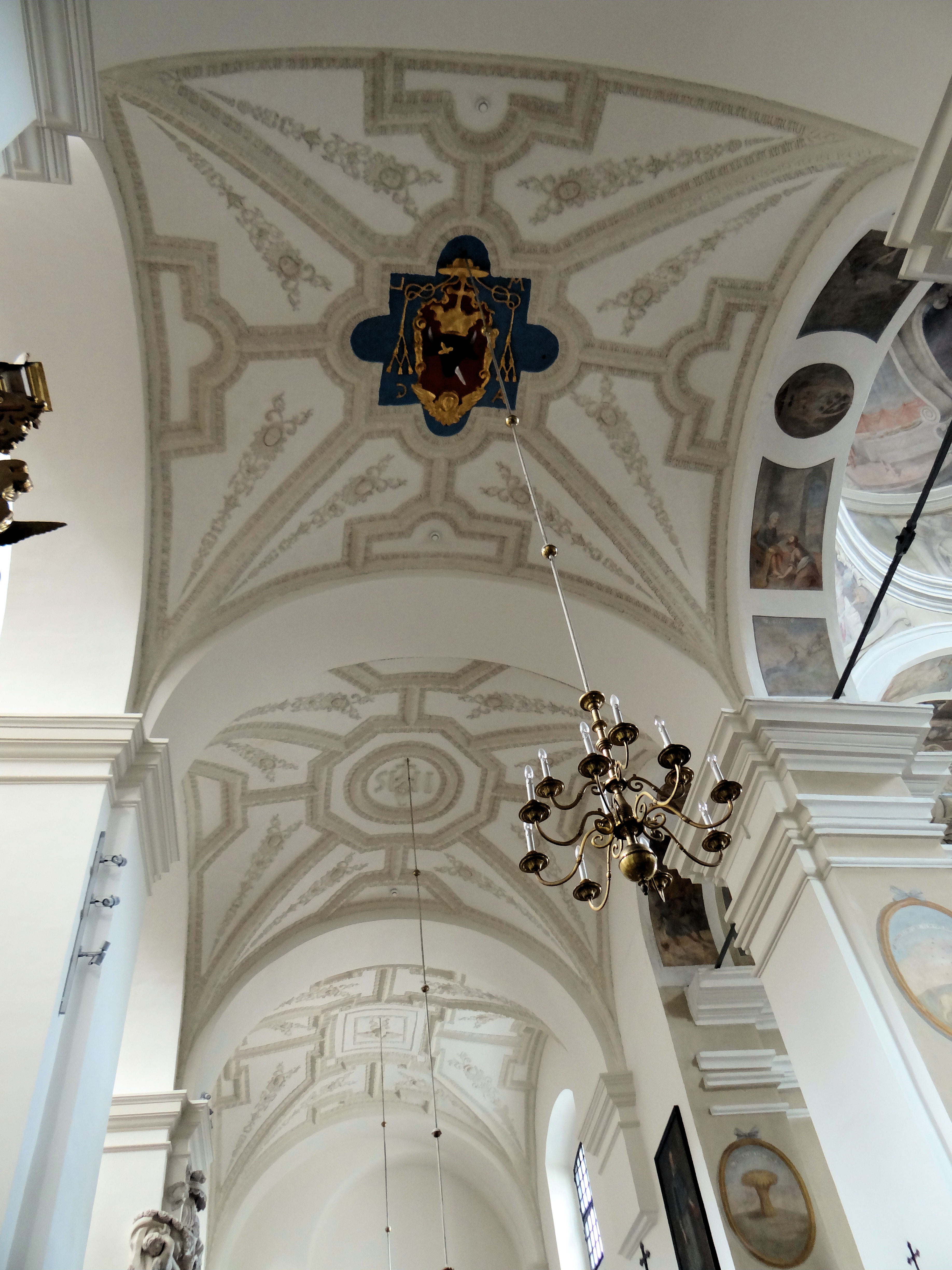
Sklepienie nawy północnej z herbem arcybiskupa gnieźnieńskiego Władysława Aleksandra Łubieńskiego